# Kutara striata
Kutara striata är en insektsart som beskrevs av Chandrasekhara A. Viraktamath 1998. Kutara striata ingår i släktet Kutara och familjen dvärgstritar. Inga underarter finns listade i Catalogue of Life.